# Subdivisões do Senegal
O Senegal está dividido em 14 regiões (em francês régions), note-se que as capitais regionais têm o mesmo nome que a região respectiva:

Regiões do Senegal

- Dakar
- Diourbel
- Fatick
- Kaolack
- Kaffrine
- Kédougou
- Kolda
- Louga
- Matam
- Saint-Louis
- Sédhiou
- Tambacounda
- Thiès
- Ziguinchor